# Дэгути Нао
Дэгути Нао (出口 なお, 22 января 1837 года – 16 ноября 1918 года) — основательница религиозного движения Оомото в Японии. Создательница Офудэсаки, текста, который лёг в основу учения Оомото.
Придерживалась ксенофобских и антимодернистских взглядов. Также была приверженцем милленаризма.

## Биография
Нао Дэгути происходила из бедной крестьянской семьи в селе Аябе (при жизни Дэгути это ещё была деревня, а не город). Её муж, плотник Масагоро, злоупотреблял алкоголем, из-за чего не мог контролировать семейные финансы. Из-за него семья потеряла дом и погрязла в долгах.
У Нао было 11 детей. Судьбы многих трагичны: трое умерли в раннем возрасте, две дочери сошли с ума, её старший сын несколько раз предпринимал попытки суицида. Помимо этого, её любимый сын Сэкити погиб в военных действиях на Тайване. Единственным источником дохода в семье была продажа рисовых лепешек, которой занималась Нао. В 1885 г. Масагоро упал с крыши, которую чинил, и его полностью парализовало. Через два года он умер. Нао пришлось стать старьёвщицей — она ходила по деревням и собирала старую одежду, куски тканей и макулатуру.
3 февраля 1892 года Нао, согласно традиционному верованию, впервые впала в состояние одержимости, таким образом став посланником божества Уситора-но Кондзин. Считается, что изначально Дэгути не хотела подчиняться этому ками, но он убедил Нао, что все её страдания в жизни были подготовкой к осуществлению планов провидения. Тринадцать дней спустя первой одержимости Дэгути ничего не ела, а семьдесят пять дней божество не разрешало ей спать. Она бродила по городу и выкрикивала лозунги о том, что люди должны измениться.
Вследствие подобного поведения многие сочли Дэгути сумасшедшей, а полиция задержала её по подозрению в поджоге. Согласно традиционному верованию, в камере Нао подобрала гвоздь и начала выцарапывать первый текст Офудэсаки. После освобождения Нао стала пророчить и, как считается, предсказала Первую японо-китайскую войну.
Когда у Нао появилась первая группа последователей, глава филиала секты Конкокё в Камэока пригласил её работать у себя. Нао согласилась – другого способа легитимизировать её религиозное движение не было. В 1897 году Нао разрывает связи с Конкокё из-за доктринальных разногласий.
В 1898 году она встретила Кисабуро Уэду – они вместе стали развивать движение Оомото-кё. Нао Дэгути усыновила Кисабуро и выдала за него свою дочь Сумико. После этого Кисабуро Уэда берет фамилию Дэгути и придумывает себе имя Онисабуро.

## Офудэсаки
Согласно традиции, Нао начала получать божественные откровения от бога Уситора-но Кондзин в 1892 году. Записи, которые она делала во время откровений техникой автоматического письма, называются «Офудэсаки» (яп. お筆先, кончик кисти). Офудэсаки писались на протяжении всей жизни Нао и достигли объёма в 200 тысяч страниц. Они записывались исключительно японской слоговой азбукой хирагана. Традиционно считается, что, будучи неграмотной, сама Нао не могла прочитать то, что писала.
Сейчас полного оригинала Офудэсаки нет в общем доступе.

## Философия

### Смена гендерных ролей
Между Онисабуро Дэгути и Нао часто возникали споры о доктрине Оомото-кё. Их противостояние и несоответствие характеров нашло свое отражение в учении: Нао и Онисабуро поменялись гендерными ролями. Согласно догме Оомото, Нао считалась мужчиной в теле женщины. Таким образом она легитимизировала свой статус религиозного лидера. Кроме того, Нао Дэгути считалась посланником мужского божества Уситора-но Кондзин, в то время как Онисабуро считался посланником жены этого божества.

### Пророчества
Нао Дэгути часто пророчествовала в апокалиптичном духе понятия ёнаоси (яп. 世直し, Излечивание/исправление мира). Она делала конкретные предсказания о разрушении «старого и злого» мира и его возрождении под лозунгом: «Разрушение и воссоздание» (яп. たてかえ、たてなおし, Татэкаэ татэнаоси). Эсхатологическое учение шло вкупе с критикой современного общества. Нао очень волновали проблемы нравственного упадка и отсутствие равенства в обществе. Она рьяно критиковала порядок, при котором «сильные обижали слабых, а деньги ставились выше добродетели». Согласно её пророчествам, родина Нао Дэгути, поселок Аябе, должен был стать пупом земли.

### Антимодернизм и ксенофобия
Нао была известна своей приверженностью антизападной ксенофобии. В Офудэсаки Нао предостерегает читателя о пагубности употребления мяса в пище (ранее невиданная практика для Японии вследствие влияния буддийской доктрины), вреде западной одежды и обуви. Нао Дэгути также отвергала некоторые китайские элементы японской культуры. Так, она не принимала кандзи и называла их «квадратными символами», которые, по её мнению, были слишком трудны для записи божественных откровений.

### Аскеза
Нао не использовала футон для сна, отказывалась от печки хибати. Она часто совершала омовения холодной водой, которыми не пренебрегала даже зимой. Аскетизмом Нао снискала высокое уважение у своих последователей.